# Filmfestival in Antalya
Das Filmfestival in Antalya, bekannt unter dem Namen Antalya Golden Orange Film Festival (türkisch Antalya Altın Portakal Film Festivali), ist das wichtigste Filmfestival der Türkei. Es wurde 1964 begründet und findet derzeit im Kulturzentrum von Antalya statt. Die besten nationalen und internationalen Filme werden mit dem Golden Orange Award ausgezeichnet.

## Geschichte
Ursprünglich wurden die Kulturveranstaltungen der Stadt im Amphitheater von Aspendos abgehalten. Durch die Initiative des damaligen Bürgermeisters Avni Tolunay wurde 1964 ein Filmfestival begründet. Es sollte den Türkischen Film fördern. Der vergebene Filmpreis (Golden Orange Award) wurde bald als Türkischer Oscar bezeichnet und von einer siebenköpfigen Jury in einer Glaspyramide vergeben. 1998 wurde es zum internationalen Festival ausgebaut. Seit 2005 werden auch internationale Filme ausgezeichnet. Zeitgleich fand zwischen 2005 und 2008 das Internationale Eurasische Filmfestival statt. Das internationale Filmfestival wird durch die Kunst und Kultur Stiftung Antalya ausgerichtet und ist durch die FIAPF akkreditiert. Die nationalen Wettbewerbe von 1979 und 1980, die aufgrund der politischen Lage nicht ausgetragen wurden, konnten 2011 nachgeholt werden.

## Golden Orange Award
In der Kategorie Bester Nationaler Film wurden folgende Filme ausgezeichnet:
- 1964: Gurbet Kuşları von Halit Refiğ
- 1965: Aşk ve Kin von Turgut Demirağ
- 1966: Bozuk Düzen von Haldun Dormen
- 1967: Hudutların Kanunu von Ömer Lütfi Akad
- 1968: İnce Cumali von Yılmaz Duru
- 1969: keine Vergabe
- 1970: Bir Çirkin Adam von Yılmaz Güney
- 1971: Ankara Ekspresi von Muzaffer Aslan
- 1972: Zulüm von Atıf Yılmaz
- 1973: Hayat mı Bu von Orhan Aksoy
- 1974: Düğün von Ömer Lütfi Akad
- 1975: Endişe von Yılmaz Güney
- 1976: Deli Yusuf von Atıf Yılmaz
- 1977: Kara Çarşaflı Gelin von Süreyya Duru
- 1978: Çöpçüler Kralı von Zeki Ökten
- 1979: Demiryol von Demiryol und Yusuf ile Kenan von Ömer Kavur
- 1980: Sürü (Sürü – Die Herde) von Zeki Ökten
- 1981: keine Vergabe
- 1982: Çirkinler de Sever von Sinan Çetin
- 1983: Faize Hücum von Zeki Ökten
- 1984: Bir Yudum Sevgi von Atıf Yılmaz
- 1985: Dul Bir Kadın von Atıf Yılmaz
- 1986: Aaahh Belinda von Atıf Yılmaz
- 1987: Muhsin Bey von Yavuz Turgul
- 1988: Gece Yolculuğu von Ömer Kavur
- 1989: Uçurtmayı Vurmasınlar (Laßt den Drachen fliegen) von Tunç Başaran
- 1990: Karılar Koğuşu von Kemal Tahir
- 1991: Gizli Yüz von Ömer Kavur
- 1992: Cazibe Hanımın Gündüz Düşleri von İrfan Tözüm
- 1993: Mavi Sürgün von Erden Kıral
- 1994: Yengeç Sepeti von Yavuz Özkan
- 1995: Böcek von Ümit Elçi
- 1996: Tabutta Rövaşata von Derviş Zaim
- 1997: Hamam (Hamam – Das türkische Bad) von Ferzan Özpetek
- 1998: Yara von Yılmaz Arslan
- 1999: Salkım Hanımın Taneleri von Tomris Giritlioğlu
- 2000: Güle Güle (Güle, Güle) von Zeki Ökten
- 2001: Hejar – Großer Mann, kleine Liebe (Büyük Adam Küçük Aşk) von Handan İpekçi
- 2002: Uzak – Weit (Uzak ) von Nuri Bilge Ceylan
- 2003: Karşılaşma von Ömer Kavur
- 2004: Yazı Tura (Yazı Tura – Kopf oder Zahl) von Uğur Yücel
- 2005: Türev von Ulaş İnaç
- 2006: Kader von Zeki Demirkubuz
- 2007: Yumurta (Yumurta – Ei) von Semih Kaplanoğlu
- 2008: Pazar - Bir Ticaret Masalı (Pazar – Der Markt) von Ben Hopkins
- 2009: Bornova Bornova von İnan Temelkuran und Kosmos von Reha Erdem
- 2010: Çoğunluk von Seren Yüce
- 2011: Güzel Günler Göreceğiz von Hasan Tolga Pulat
- 2012: Deine Schönheit ist nichts wert (Güzelliğin On Par'etmez) von Hüseyin Tabak
- 2013: Cennetten Kovulmak von Ferit Karahan und Kusursuzlar von Ramin Matin
- 2014: Kuzu von Kutluğ Ataman
- 2015: Sarmaşık von Tolga Karaçelik
- 2016: Mavi Bisiklet von Ümit Köreken
- 2017: Jia Nian Hua von Vivian Qu
- 2018: Drei Gesichter (Se rokh) von Jafar Panahi